# Still of the Night
Singles de Whitesnake
Is This Love
(1987) Crying in the Rain
(1987)
Still of the Night (aussi connu sous le nom In The Still of the Night) est le premier single de l'album Whitesnake / 1987 du groupe Whitesnake. Le single atteint la 16e position le 18 avril 1987 au Royaume-Uni, 18e au Mainstream Rock Tracks chart et 79e Billboard Hot 100. En 2009, la chanson est nommée la 27e meilleure chanson de Hard rock de tous les temps par VH1.
La chanson est écrite par le chanteur David Coverdale et le guitariste John Sykes, et s'avère être l'une des chansons les plus populaires du groupe. Le titre est cité[Qui ?] comme semblable au titre du groupe Led Zeppelin Black Dog, une éventuelle source d'inspiration pour Coverdale et Sykes.
Interrogé par le magazine Metal Hammer en 2009 au sujet de cette chanson, David Coverdale confie :

« À la mort de ma mère, en fouillant dans ses affaires, je suis tombé sur quelques vieilles démos. L'une d'elles était une chanson sur laquelle Ritchie Blackmore et moi-même avions travaillé. Cette cassette constitue le point de départ de Still of the Night. Je l'ai retravaillée au maximum avant de la confier à John Sykes pendant que nous enregistrions dans le sud de la France. Il y a incorporé les gros accords de guitares. John détestait le blues, un paramètre dont j'ai dû tenir compte en composant cette chanson. Ce qu'il a fait de cette chanson est assez remarquable. Beaucoup de gens à l'époque essayaient d'arriver à des résultats semblables mais n'y parvenaient pas. »

Un clip vidéo est tourné pour le single, toujours avec Coverdale, Tawny Kitaen et les membres du groupe jouant sur scène. La  vidéo est très demandée sur MTV dès la première semaine de sa sortie.
Une reprise de la chanson figure aussi dans le jeu vidéo Rock Revolution.

## Composition du groupe
- David Coverdale – chants
- John Sykes – guitare, chœurs
- Neil Murray – basse
- Aynsley Dunbar – batterie

### Musicien additionnel
- Don Airey : claviers[5]

## Liste des titres
| A. | Still of the Night             | Coverdale, Sykes   | 6:38 |
| B. | Here I Go Again (1987 version) | Coverdale, Marsden | 4:27 |

| A. | Still of the Night | Coverdale, Sykes | 6:38 |
| B. | Don't Turn Away    | Coverdale, Sykes | 5:08 |

| A1. | Still of the Night          | David Coverdale, John Sykes | 6:38 |
| B1. | Bad Boys                    | David Coverdale, John Sykes | 4:09 |
| B2. | You're Gonna Break My Heart | David Coverdale, John Sykes | 4:11 |